# Chikkabommenahalli, Arkalgud
Chikkabommenahalli là một làng thuộc tehsil Arkalgud, huyện Hassan, bang Karnataka, Ấn Độ.